# Rhodophiala advena
Rhodophiala advena là một loài thực vật có hoa trong họ Amaryllidaceae. Loài này được (Ker Gawl.) Traub miêu tả khoa học đầu tiên năm 1953.

## Hình ảnh

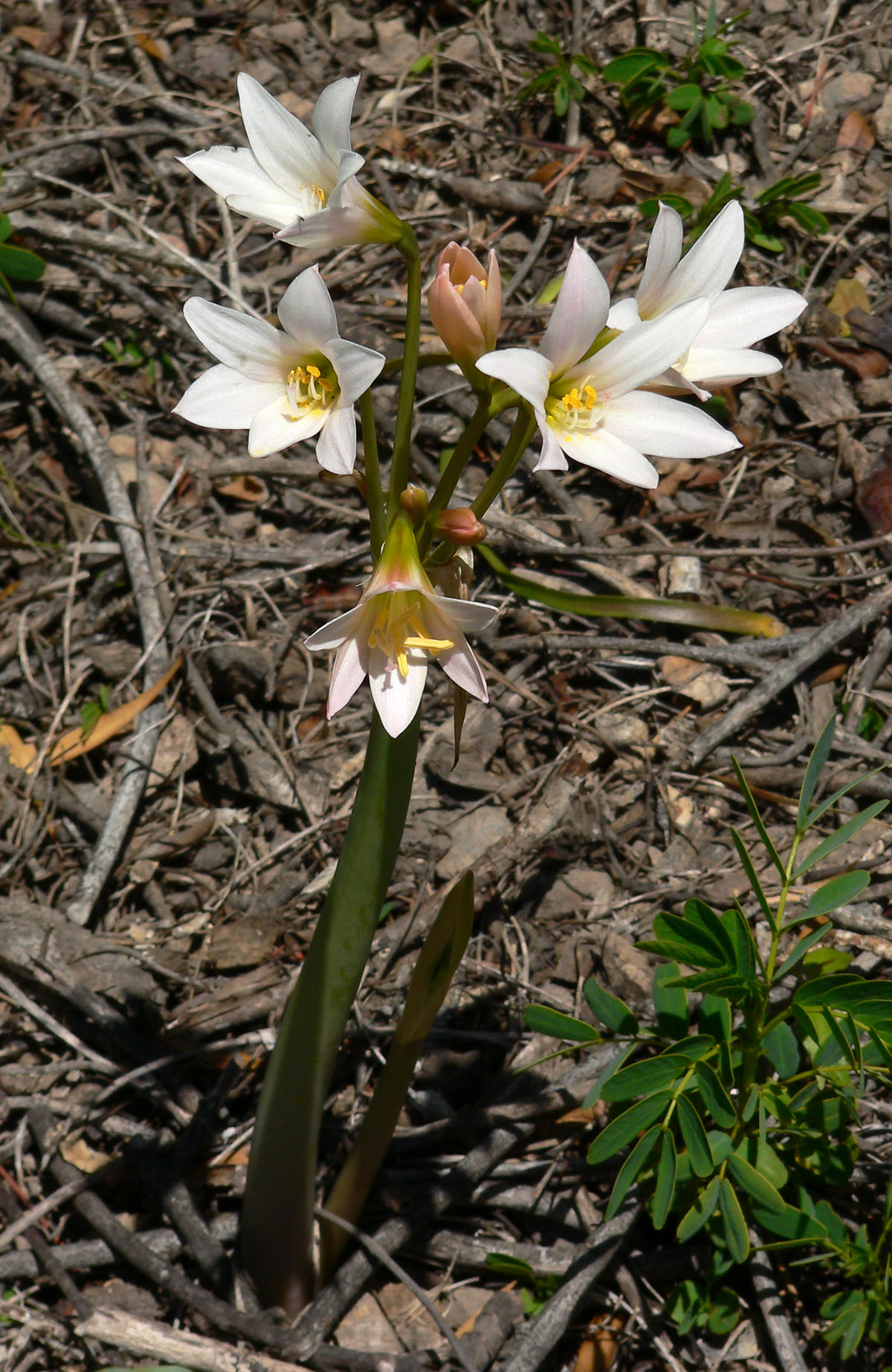
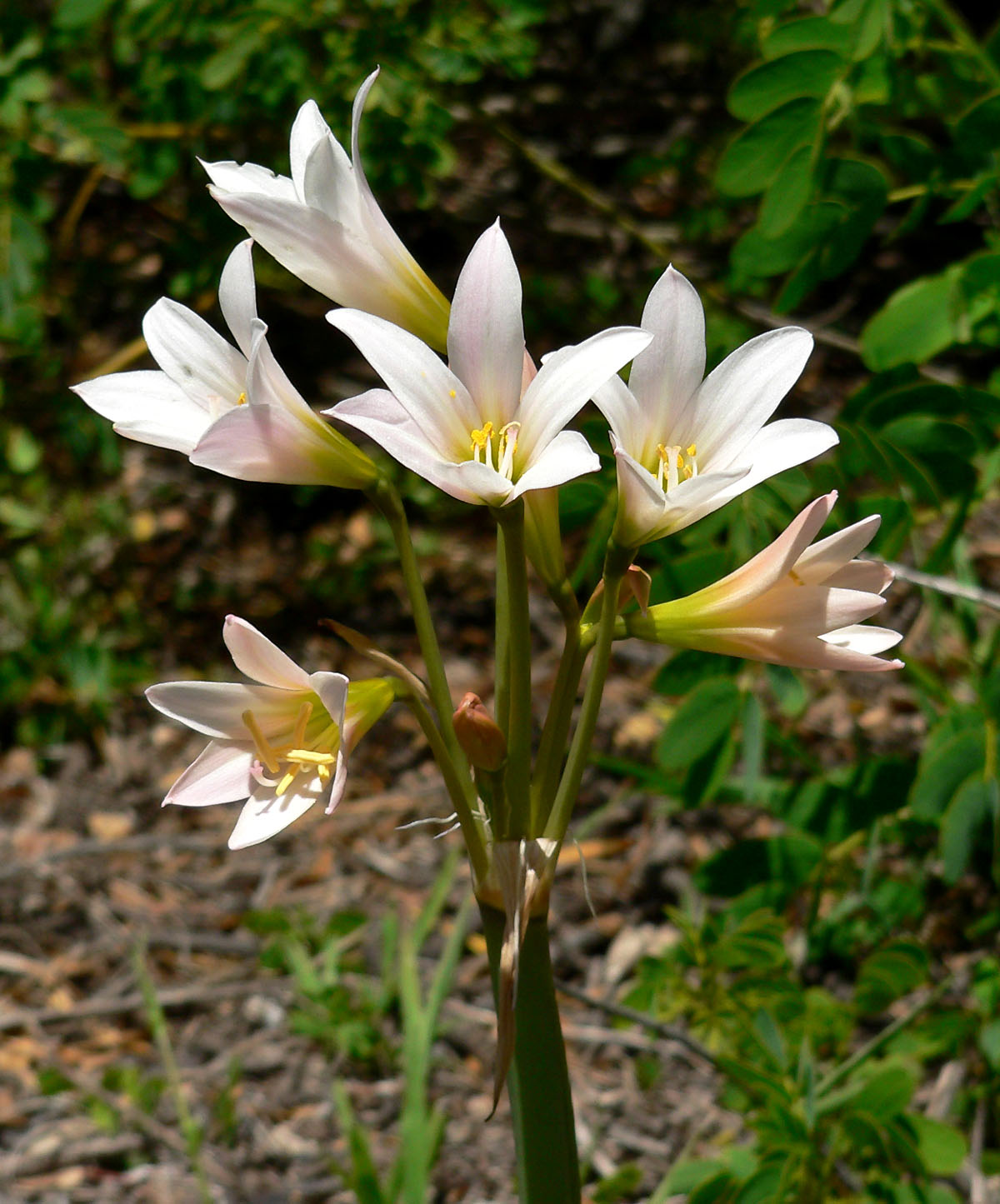
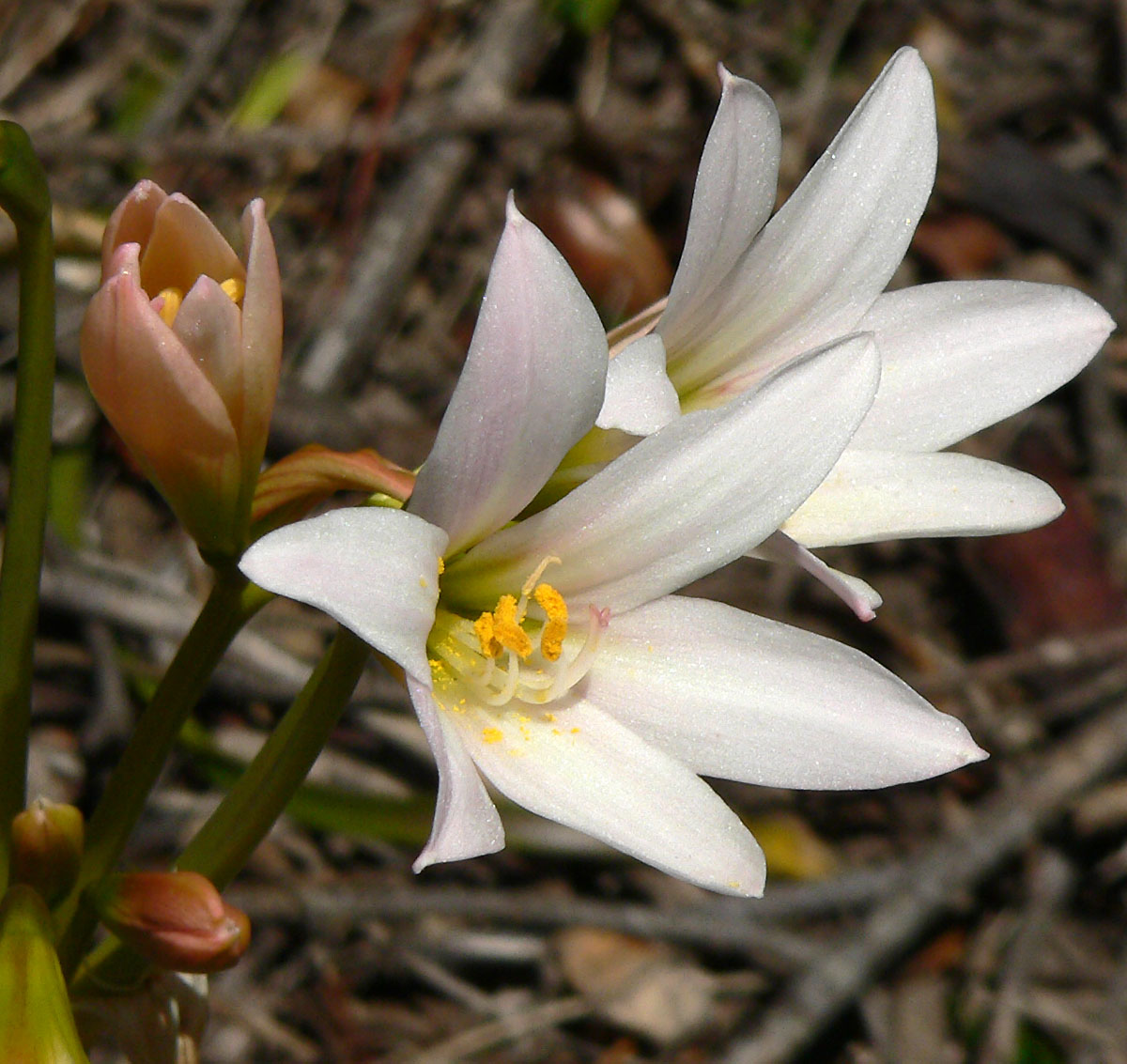
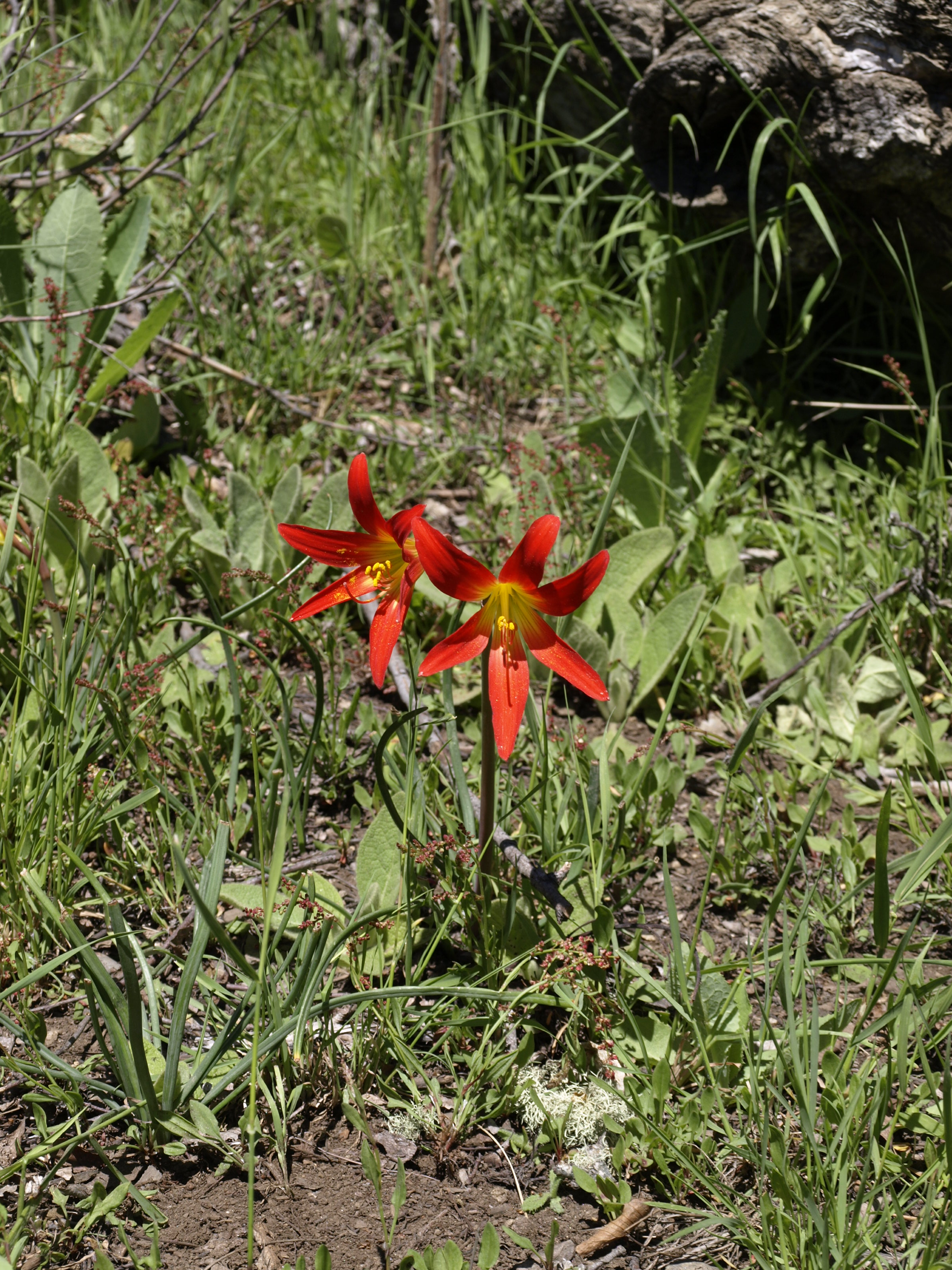